# Mittenwald

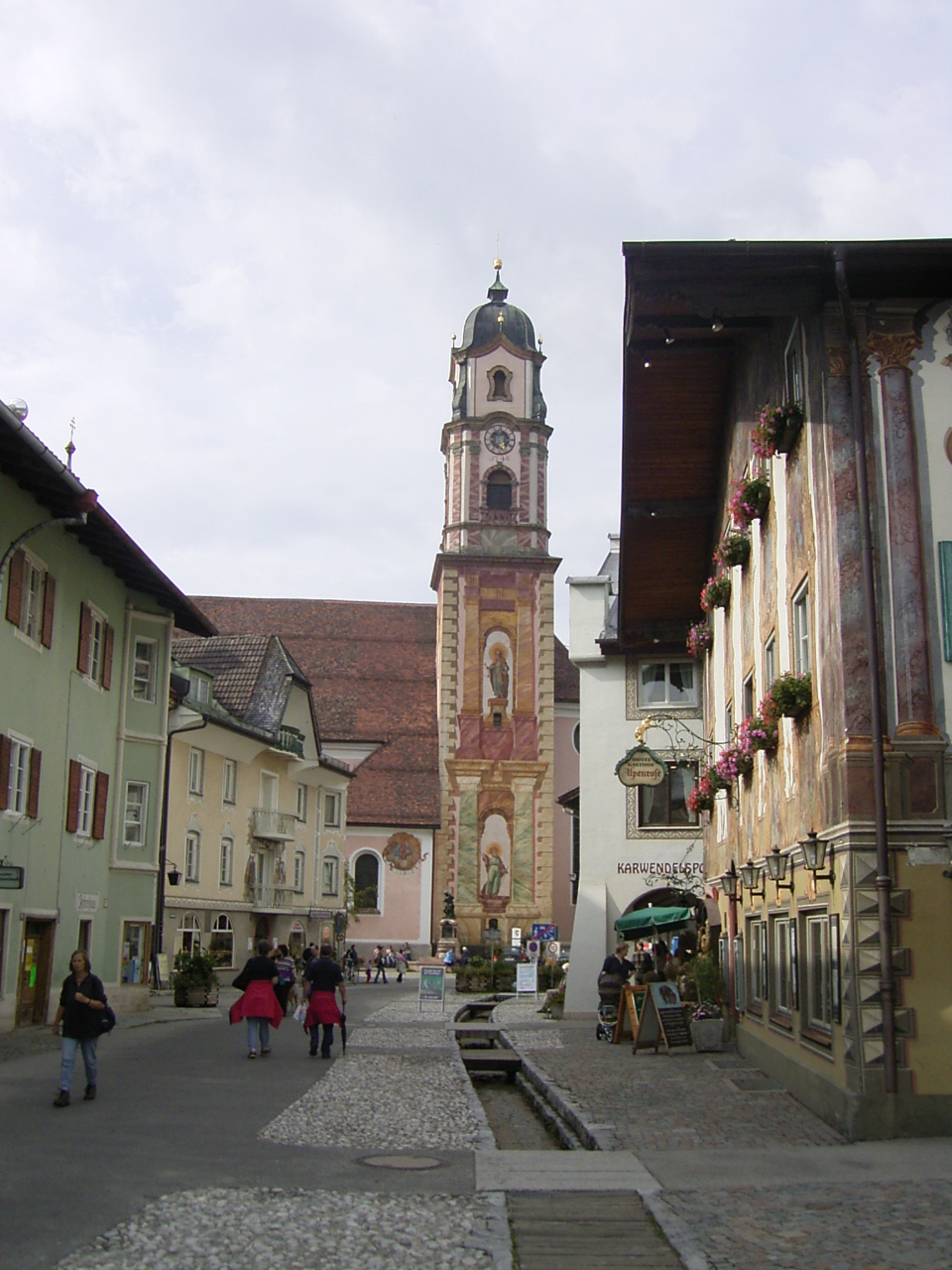
Mittenwald
(centrul)

Mittenwald este o comună-târg din districtul  Garmisch-Partenkirchen, regiunea administrativă Bavaria Superioară, landul Bavaria, Germania.